# ناحیه خمیس خشنه
ناحیه خمیس خشنه (به عربی: دائرة خمیس الخشنة) یک ناحیه در الجزایر است که در استان بومرداس واقع شده‌است. ناحیه خمیس خشنه ۱۲۸٬۴۴۴ نفر جمعیت دارد.